# Zofija Mazej Kukovič
Zofija Mazej Kukovič (ur. 14 maja 1955 w Črnej na Koroškem) – słoweńska polityk, menedżer i inżynier, była minister zdrowia, posłanka do Parlamentu Europejskiego VII kadencji.

## Życiorys
W 1980 ukończyła studia z zakresu informatyki na Uniwersytecie w Mariborze. W 1989 została absolwentką elektrotechniki i elektroniki. W 2002 kształciła się w zakresie zarządzania kryzysowego na Uniwersytecie Teksańskim w Austin.
Pracowała jako inżynier w departamencie rozwoju w kopalni węgla brunatnego w Velenje, a w latach 1977–1989 jako projektant kontroli i regulacji systemów technologicznych kompanii ESO. Po podziale tego przedsiębiorstwa w 1992 została dyrektorem ESO Montaža, któremu w tym czasie groziło bankructwo. Zarządzając tą firmą, doprowadziła do jej przekształcenia w spółkę prawa handlowego Esotech, działającą w branży nowoczesnych technologii. Prowadziła szereg wykładów poświęconych zagadnieniom jakości i innowacji. W 2006 słoweńska gazeta „Delo” przyznała jej wyróżnienie człowieka roku w dziedzinie ekonomii.
Od 2007 do 2008 sprawowała urząd ministra zdrowia w rządzie Janeza Janšy. W wyborach w 2009 kandydowała z trzeciego miejsca listy wyborczej Słoweńskiej Partii Demokratycznej. Zanotowała trzeci wynik wyborczy wśród kandydatów tej partii, której przypadły dwa miejsca. Po wejściu w życie traktatu lizbońskiego Zofija Mazej Kukovič stała się osobą mającą prawo objęcia dodatkowego ósmego mandatu w Europarlamencie, który przydzielono Słowenii. Eurodeputowaną została ostatecznie 8 grudnia 2011, wykonując mandat do końca kadencji w 2014.